# Garrulaxe à tête rousse
Trochalopteron erythrocephalum
Espèce
Synonymes
- Cinclosoma erythrocephalum Vigors, 1832[1]
- Garrulax erythrocephalus (Vigors, 1832)[1]

Statut de conservation UICN

 LC  : Préoccupation mineure
Le Garrulaxe à tête rousse (Trochalopteron erythrocephalum) est une espèce d'oiseaux de la famille des Leiothrichidae.
Son aire s'étend  à travers l'Himalaya.

## Liste des sous-espèces
Selon la classification de référence du Congrès ornithologique international (version 14.2, 2024) :

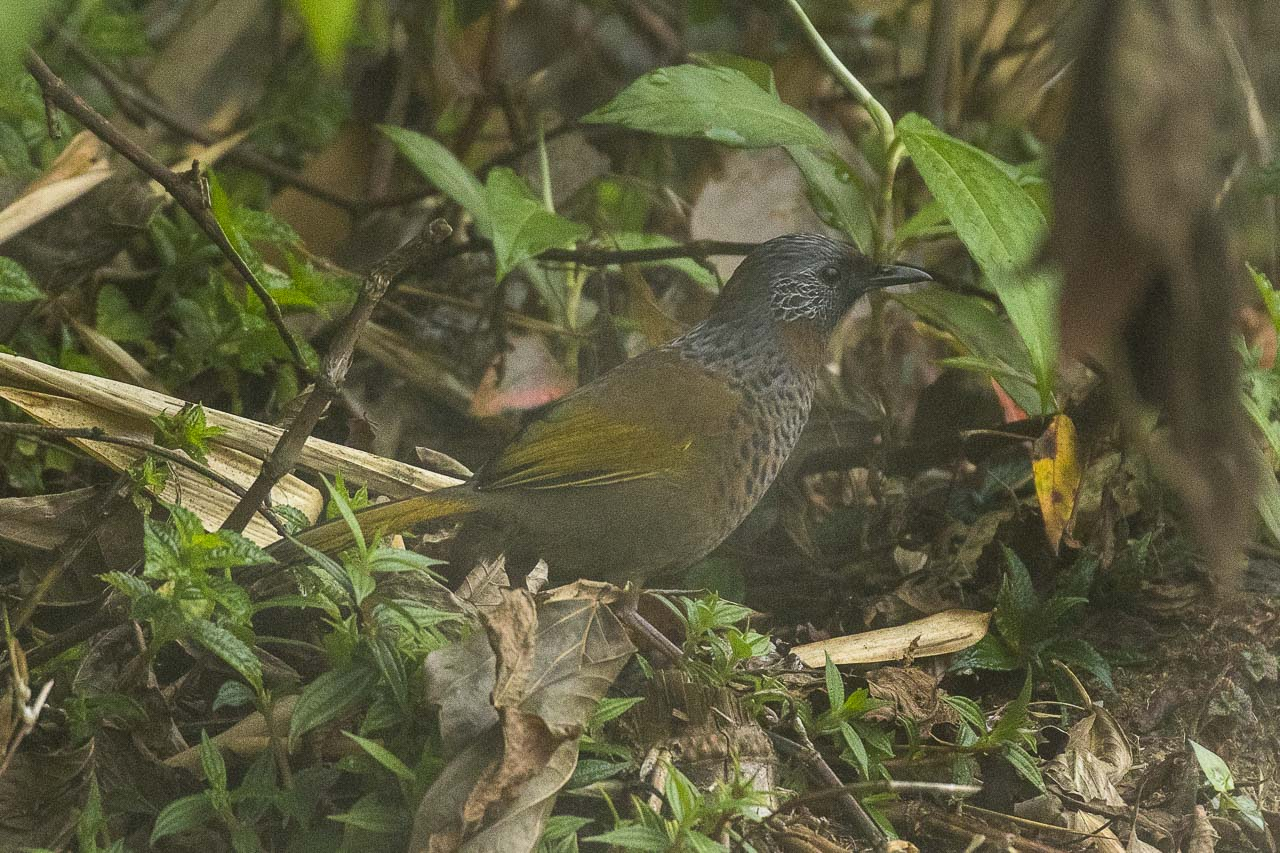
La sous-espèce T. e. nigrimentum.

- Trochalopteron erythrocephalum erythrocephalum (Vigors, 1832) — ouest
- Trochalopteron erythrocephalum kali (Vaurie, 1953) — centre
- Trochalopteron erythrocephalum nigrimentum Oates, 1889 — est

## Systématique
L'espèce Trochalopteron erythrocephalum a été décrite pour la première fois en 1832 par l'ornithologue irlandais Nicholas Aylward Vigors (1785-1840) sous le protonyme Cinclosoma erythrocephalum.